# 侍魂 (1993年遊戲)
《侍魂》是一款由SNK公司制作和发行的格斗类游戏。游戏首先于街机发行，后于SNK的NEOGEO以及超级任天堂发行。
游戏的时间设定在18世纪后期，所有的角色都持有武器。游戏表现出武器刀刃之前的真实感，并且也有血液的喷出。
《Gamest》杂志在1994年2月将本游戏评为1993年年度最佳游戏的第七位。《电子游戏月刊》给与本游戏众多1993年度大奖，包括最佳Neo Geo游戏、最佳格斗游戏以及年度最佳游戏。